# Kimbaja leletek

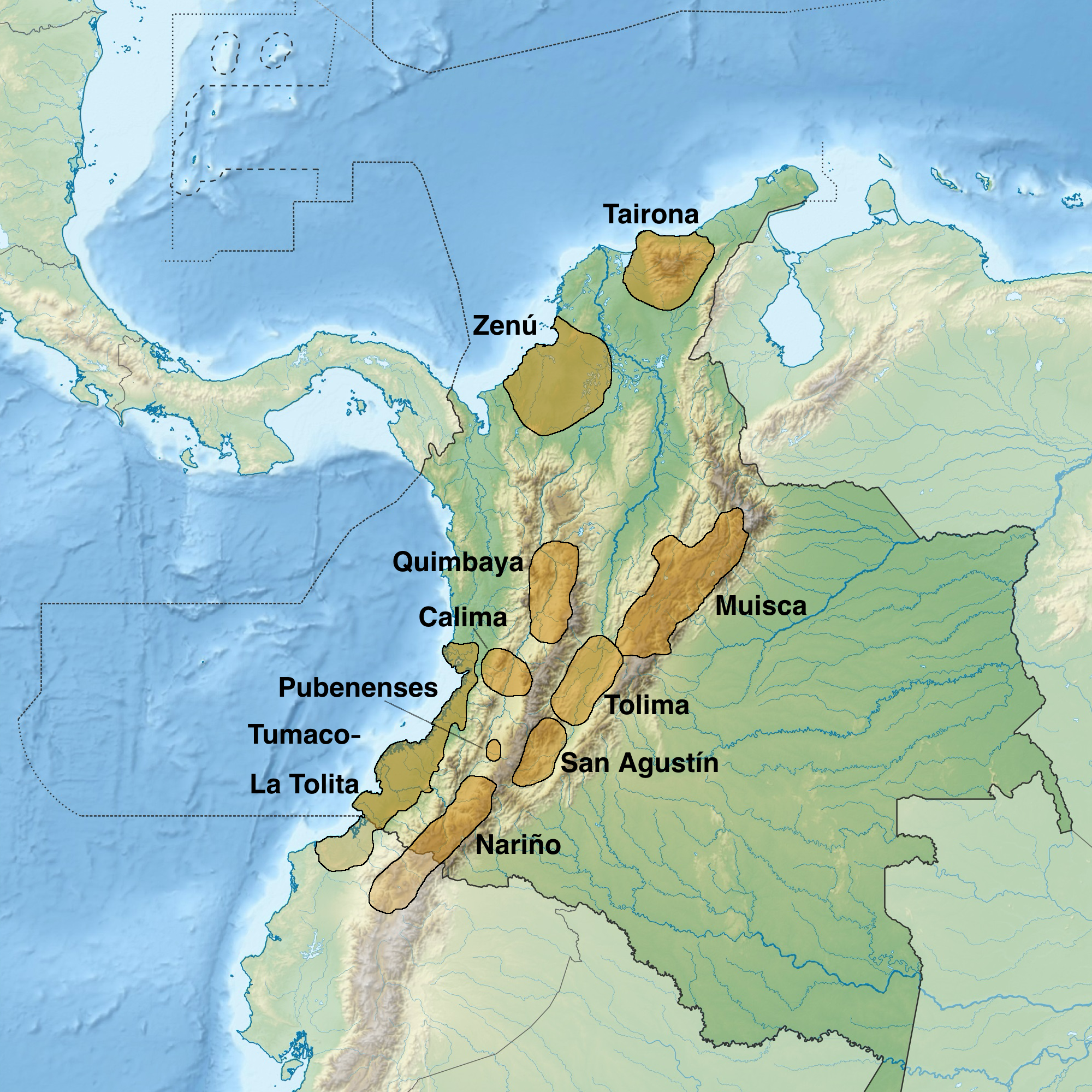
A kolumbiai kultúrák a spanyolok megjelenése előtt. Quimbaya = Kimbaja

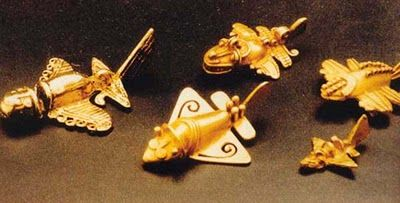
A kimbaja-kultúra aranyrepülői

A Kimbaja-leleteket számos aranytárgy alkotja, amelyeket a dél-amerikai Kolumbia területén tártak fel. Ezek a tárgyak a kimbaja-kultúra idejéből származnak, amely körülbelül a Kr. e. 6. századtól a Kr. u. 10. századig létezett, főként a mai Medellíntől délre fekvő régiókban. A kultúra a feltárt leletek tanúsága szerint különösen az aranyművesség terén ért el jelentős eredményeket, és tárgyi öröksége világszerte ismert.

## Az aranymadár vagy -repülőgép
A leletek egyik legismertebb darabja az a tárgy, amelyet sokan repülőgéphez hasonlítanak. Ez a különleges aranytárgy a bogotái Arany Múzeumban (El Museo del Oro) található. Mérete körülbelül 5 cm hosszú, és eredetileg láncon, nyakék gyanánt viselték. Eredetét az 500 és 800 közötti időszakra teszik. A kolumbiai kormány a tárgyat hivatalosan figura zoomorfica-ként, vagyis állat alakú dísztárgyként nevezte meg, mivel pontos jelentése vitatott.
1954-ben Kolumbia kormánya az Egyesült Államokba küldte kiállításra a birtokában lévő ősi aranytárgyak gyűjteményének egy részét. A kiállítások során Emanuel M. Staubs, Amerika egyik vezető ékszerésze öntvénymintákat készített hat aranylelet alapján.
Tizenöt évvel később az egyik öntvényt Ivan Sanderson ókortörténész kapta meg elemzésre. Hosszas vizsgálódás és több repüléstechnikai szakértő – köztük mérnökök és pilóták – véleményének kikérése után Sanderson arra a következtetésre jutott, hogy a tárgy formája meglepő hasonlóságot mutat modern repülőgépekkel. Ő és néhány kollégája azt feltételezték, hogy a tárgy egy, a korát jóval meghaladó technikai tudásról árulkodó, repülő szerkezet modellje lehetett.
Az állattani elemzés során mind Sanderson, mind dr. Arthur Poyslee, a New York-i Repüléstan Intézet (Aeronautical Institute of New York) tagja azt állapította meg, hogy a tárgy nem hasonlít semmilyen ismert szárnyas állathoz – sem madárhoz, sem denevérhez, sem rovarhoz, sem repülőhalhoz. A tárgy formavilága inkább gépszerű, mintsem állati. Jellegzetesek például a delta alakú, teljesen egyenes szárnyak, amelyek nem jellemzőek a természetben előforduló állatokra. Arthur Young repülőgép-tervező is úgy vélte, hogy a szárnyak elhelyezkedése nem felel meg a repülő állatok anatómiai sajátosságainak, azonban megfelelőek egy farokhajtású repülőgép esetén.
Jack A. Ullrich, berepülőpilóta és repüléstan szakértő, rámutatott, hogy a delta szárnyforma és a törzs aerodinamikus kialakítása a hangsebességnél gyorsabb repülésre utalhat. Adolph Heuer repülőmérnök szintén vizsgálta a tárgyról készült fotókat, és kiemelte, hogy a lefelé hajló szárnyak inkább a nagy teljesítményű hajtóművekkel rendelkező gépekre jellemzők, ilyen például a Concorde utasszállító repülőgép is. A tárgy farokrésze is inkább repülőgép, mint állat sajátosságokat mutat: egyenlő szárú háromszög alakú, sima felületű, amely derékszöget zár be a törzzsel és a szárnyakkal. A természetben ilyen elrendezés nem fordul elő, főként nem madarak vagy halak esetében.
A farok további érdekessége, hogy egy jelzés található rajta, amely a kormányfelület bal oldalán helyezkedik el – hasonlóan ahhoz, ahogyan a modern repülőgépeken is gyakran látható jelölés. A jelzés alakja néhány értelmezés szerint az arám vagy korai héber ábécé B betűjére emlékeztet, amely felveti azt a lehetőséget is, hogy a motívum nem helyi eredetű.
1994-ben három német kutató, Algund Eenboom, Peter Belting és Conrad Lübbers, a tárgy méretarányos, nagyított mását építette meg, hogy kipróbálják, képes-e repülni. A modell körülbelül 90 cm hosszú, szárnyfesztávolsága kb. 1 méter, tömege 750 gramm volt, és egy villanymotoros propeller hajtotta. A teszt során a modell sikeresen repült, a motor leállítása után pedig stabil siklórepülést végzett és simán leszállt a pályára.

### Hasonló modellek
Ez a repülőgépre emlékeztető aranytárgy nem egyedülálló: több hasonló leletet fedeztek fel az Újvilág különböző területein. Hat nagyon hasonló aranytárgy található a chicagoi Field Természettörténeti Múzeumban (Field Museum of Natural History), további kettő a Smith Természettörténeti Múzeumban Washingtonban és a Metropolitan Museum of Artban New Yorkban. Mindegyik tárgy a repüléstan alapelvei szerint készültnek tűnik: törzzsel, szárnyakkal és háromszög alakú farokkal. A kolumbiaival együtt összesen tizennégy ilyen lelet ismert, amelyek közül több Costa Ricában, Venezuelában és Peruban került elő. Ezek a modellek különféle formában mutatnak repülőgép-szerű vonásokat, bár jelentőségüket és eredetüket továbbra is vitatják.